# Шупља стијена (Пљевља)
Шупља Стијена је рудник олова и цинка у Црној Гори, у околини Пљевља. Од 2006. године власник рудника је компанија .
Рудник се налази у северозападној Црној Гори, у близини границе са Босном и Херцеговином. Налази се у општини Пљевља, на северозападним обронцима планине Љубишња. Рудник је коришћен за време средњовековне српске државе Рашке, а касније и у средњовековној Краљевини Србији и Српском царству. У средњем веку у руднику су радили Саси, а из рудника се вадило сребро. У то вријеме није имао значај као рудник Брсково. Овај рудник је у дијабаз-рожначкој формацији, са рудом тријаске старости. Након средњег века рудник престаје са радом.
Поновна истраживања шире околине рудника су отпочела 1929. године, а вршили су их немачки и енглески концесионари. Испитиања су прекинута услед избијања Другог светског рата. Након рата, настављено је са испитивања, а рудник је отворен 1953. године. Постројење за флотацију руде је изграђено 1954. године у оближњем месту Градац. Експлоатација руде се вршила јамским путем до 1980. године, а од 1980. и површинским путем. Радио је све до 1987. године када је затворен због пословања с губицима. Касније је рудник поново активиран 1996. године и радио је у саставу комбината Трепча, да би 2000. године због рата на Косову и Метохији престао са радом. Резерве руде се процењују на 8,5 милиона тона. Године 2004. је покренут стечајни поступак а имовина рудника је процењена на 1,9 милиона евра. Од 2006. године власник рудника је компанија . Ова компанија је добила концесију на коришћење рудника у року од 20 година, а за рудник је платила 401.000 евра уз обавезу да у рудник инвестира 19 милиона евра. Када је купила рудник фирма Gradir Montenegro је била ћерка компанија словеначке фирме Gradir чиј је власник словенац Франц Реимер. Године 2011. пољска фирма ZGH Boleslav постаје већински власник фирме Gradir Montenegro купивши 51% акција.
Радом рудника је настало јаловиште у непосредној близини насеља Градац, на десној обали реке Ћехотине. Оно се налази на површини од 15 хектара. 